# غرم زير (غرمسار كرمان)
غرم زیر (بالفارسية: گرم زیر) هي قرية تقع في إيران في قسم غرمسار الریفي. يقدر عدد سكانها بـ 427 نسمة بحسب إحصاء 2016.